# Nippon Professional Baseball 2004
La stagione 2004 della Nippon Professional Baseball (NPB) è iniziata il 27 marzo ed è terminata il 25 ottobre 2004.
Le Japan Series sono state vinte per la dodicesima volta nella loro storia dai Seibu Lions, che si sono imposti sui Chunichi Dragons per 4 partite a 3.

## Regular season

### Central League
| Squadra             | Partite | Vittorie | Sconfitte | Pareggi | Perc. | GB   |
| ------------------- | ------- | -------- | --------- | ------- | ----- | ---- |
| Chunichi Dragons    | 138     | 79       | 56        | 3       | .583  | —    |
| Yakult Swallows     | 138     | 72       | 64        | 2       | .529  | 7.5  |
| Yomiuri Giants      | 138     | 71       | 64        | 3       | .525  | 8.0  |
| Hanshin Tigers      | 138     | 66       | 70        | 2       | .485  | 13.0 |
| Hiroshima Toyo Carp | 138     | 60       | 77        | 1       | .438  | 20.0 |
| Yokohama BayStars   | 138     | 59       | 76        | 3       | .438  | 20.0 |

### Pacific League
| Squadra                      | Partite | Vittorie | Sconfitte | Pareggi | Perc. | GB   |
| ---------------------------- | ------- | -------- | --------- | ------- | ----- | ---- |
| Fukuoka Daiei Hawks          | 133     | 77       | 52        | 4       | .594  | —    |
| Seibu Lions                  | 133     | 74       | 58        | 1       | .560  | 4.5  |
| Hokkaido Nippon-Ham Fighters | 133     | 66       | 65        | 2       | .504  | 12.0 |
| Chiba Lotte Marines          | 133     | 65       | 65        | 3       | .500  | 12.5 |
| Osaka Kintetsu Buffaloes     | 133     | 61       | 70        | 2       | .466  | 17.0 |
| Orix BlueWave                | 133     | 49       | 72        | 2       | .376  | 29.0 |

|  | 1º della Central League e qualificato alle Japan Series                             |
|  | 1º della Pacific League e qualificato alle finali dei play-off della Pacific League |
|  | Qualificati al primo turno dei play-off della Pacific League                        |

## Post season
|  | Play-off Pacific League primo turno | Play-off Pacific League primo turno | Play-off Pacific League primo turno |             |   | Play-off Pacific League secondo turno | Play-off Pacific League secondo turno | Play-off Pacific League secondo turno |  |  | Japan Series | Japan Series     | Japan Series |  |
|  |                                     |                                     |                                     |             |   |                                       |                                       |                                       |  |  |              |                  |              |  |
|  |                                     |                                     |                                     |             |   |                                       |                                       |                                       |  |  | C1           | Chunichi Dragons | 3            |  |
|  |                                     |                                     |                                     |             |   |                                       |                                       |                                       |  |  | C1           | Chunichi Dragons | 3            |  |
|  |                                     |                                     |                                     | Seibu Lions | 4 |                                       |                                       |                                       |  |  |              |                  |              |  |
|  |                                     |                                     |                                     | Seibu Lions | 4 |                                       |                                       |                                       |  |  |              |                  |              |  |
|  |                                     |                                     |                                     |             |   |                                       |                                       |                                       |  |  |              |                  |              |  |
|  |                                     |                                     |                                     |             |   |                                       |                                       |                                       |  |  |              |                  |              |  |
|  |                                     | P1                                  | Fukuoka Daiei Hawks                 | 2           |   |                                       |                                       |                                       |  |  |              |                  |              |  |
|  |                                     |                                     |                                     | 2           |   |                                       |                                       |                                       |  |  |              |                  |              |  |
|  |                                     |                                     |                                     | Seibu Lions | 3 |                                       |                                       |                                       |  |  |              |                  |              |  |
|  | P2                                  | Seibu Lions                         | 2                                   | Seibu Lions | 3 |                                       |                                       |                                       |  |  |              |                  |              |  |
|  | P2                                  | Seibu Lions                         | 2                                   |             |   |                                       |                                       |                                       |  |  |              |                  |              |  |
|  | P3                                  | Hokkaido Nippon-Ham Fighters        | 0                                   |             |   |                                       |                                       |                                       |  |  |              |                  |              |  |

### Japan Series
| Data                             | Squadra di casa  | Squadra ospite   | Ris. | Ospite      | Attendance |
| -------------------------------- | ---------------- | ---------------- | ---- | ----------- | ---------- |
| 16/10                            | Chunichi Dragons | Seibu Lions      | 0-2  | Nagoya Dome | 37,909     |
| 17/10                            | Chunichi Dragons | Seibu Lions      | 11-6 | Nagoya Dome | 37,969     |
| 19/10                            | Seibu Lions      | Chunichi Dragons | 10-8 | Seibu Dome  | 23,910     |
| 21/10                            | Seibu Lions      | Chunichi Dragons | 2-8  | Seibu Dome  | 29,073     |
| 22/10                            | Seibu Lions      | Chunichi Dragons | 1-6  | Seibu Dome  | 31,526     |
| 24/10                            | Chunichi Dragons | Seibu Lions      | 2-4  | Nagoya Dome | 38,120     |
| 25/10                            | Chunichi Dragons | Seibu Lions      | 2-7  | Nagoya Dome | 38,050     |
| Seibu Lions vincono la serie 4-3 |                  |                  |      |             |            |

## Campioni
| Japan Series 2004 Seibu Lions Dodicesimo titolo |